# Pinhor

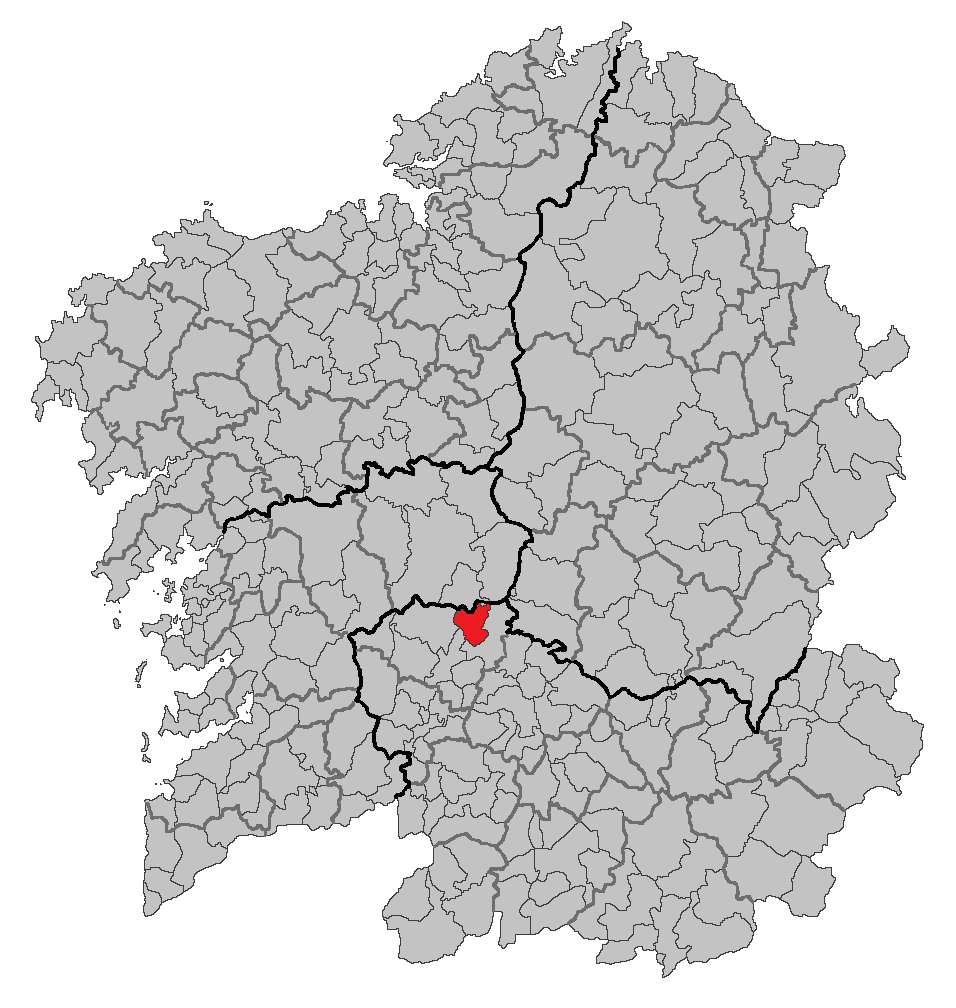
Localização de Pinhor

Pinhor (Piñor) é um município da Espanha na província 
de Ourense, 
comunidade autónoma da Galiza, de área 52,69 km² com 
população de 1444 habitantes (2007) e densidade populacional de 28,47 hab/km².

## Demografia
| Variação demográfica do município entre 1991 e 2004 | Variação demográfica do município entre 1991 e 2004 | Variação demográfica do município entre 1991 e 2004 | Variação demográfica do município entre 1991 e 2004 |
| --------------------------------------------------- | --------------------------------------------------- | --------------------------------------------------- | --------------------------------------------------- |
| 1991                                                | 1996                                                | 2001                                                | 2004                                                |
| 1854                                                | 1722                                                | 1552                                                | 1505                                                |